# Тудэвийн Цэвээнжав
Тудэвийн Цэвээнжав (монг. Түдэвийн Цэвээнжав; (1916, сомон Матад аймака Дорнод Монголия—1974, Монголия) — монгольская актриса театра и кино. Заслуженный артист Монгольской Народной Республики (1956).
В 1999 году согласно опросу монгольской газеты «Век Новостей» признана «Лучшей актрисой XX века» в Монголии.

## Биография
Родилась в семье пастуха-скотовода. В 1936 поселилась в Улан-Баторе, стала играть в кружке художественной самодеятельности, занималась пением и танцами. В 1943 поступила в школу искусств, где училась один год. С 1944 играла на сцене столичного театра и вскоре стала ведущей артисткой.

## Избранные роли в театре
Играла главные роли в спектаклях:
- «Платон Кречет» А. Корнейчука
- «Будамшуу» Ж. Цэрэнгийна
- «Гроза» А. Н. Островского
- «Далан худалч» Ц. Ойдовына и др.

## Избранные роли в кино
- Сэрэлт (1957)
- Энэ хүүхнүүд үү
- Байна уу хороо, хороо
- Хүргэн хүү